# And Things That Go Bump in the Night
And Things That Go Bump in the Night è un'opera teatrale del drammaturgo statunitense Terrence McNally, debuttata a Broadway nel 1965.

## Trama
La pièce presenta una famiglia che, in uno scenario vagamente post-apocalittico, si è trasferita nella cantina della propria abitazioni e i cuoi membri si trattano reciprocamente con sospetto, paura e violenza. Ruby, una diva dell'opera ormai dimenticata, è egocentrica e manipolatrice, la figlia Lakme è in costante lotta con il fratello Sigfrid, affascinante ma insensibile. Il padre Fa preferisce sonnecchiare in poltrona piuttosto che immischiarsi nelle lotte della famiglia, ma l'equilibrio viene distrutto quando un amico di famiglia, l'idealista Clarence, viene in visita. La famiglia allora si alleerà per distruggere e domare lo spirito sognatore dell'ospite, sotto lo sguardo dispiaciuto del Nonno, che ricorda quando nella famiglia regnava l'amore e non l'odio e la paura.

## Creazione e allestimento
Terrence McNally ricevette un finanziamento dalla Fondazione Rockefeller per scrivere la pièce. Una volta terminato, una prima stesura del dramma andò in scena al Guthrie Theater dell'Università del Minnesota a Minneapolis. Successivamente, la pièce debuttò al Royale Theatre di Broadway il 26 aprile 1965, con la regia di Michael Cacoyannis e il cast composto da Susan Anspach (Lakme), Robert Drivas (Sigfrid), Eileen Heckart (Ruby), Clifton James (Fa), Ferdi Hoffman (Nonno) e Marco St. John (Clarence).

## Accoglienza
Il dramma segnò il debutto professionale di Terrence McNally come commediografo e drammaturgo, un debutto accolto freddamente, se non aggressivamente, dalla critica: un recensore suggerì che i genitori di McNally avrebbero fatto meglio a soffocarlo nella culla, mentre due altri critici allusero alla morte dell'autore. Tuttavia, le tre settimane di repliche a New York registrarono il tutto esaurito e la pièce fu vista da circa ventimila spettatori. Il favore del pubblico bastò a garantire un discreto successo a And Things That Go Bump in the Night, che fece ottenere al commediografo la Guggenheim Fellowship. The Village Voice apprezzò la pièce, tanto da definirla la migliore opera teatrale americana della stagione. In totale, l'opera rimase in scena per sedici repliche e sei anteprime.